# Ludność Tarnowa
Ludność Tarnowa – dane demograficzne dotyczące Tarnowa. 
Na koniec 2024 roku liczba mieszkańców miasta wynosiła 102 123, z czego 53% stanowiły kobiety, a 47% mężczyźni. Średni wiek mieszkańców miasta wynosi 44,5 lat. Największą populację Tarnów odnotował w 1996 roku – 122 359 mieszkańców, od tego czasu liczba ludności miasta systematycznie spada. Wyjątkowe niekorzystne wskaźniki demograficzne są podstawą prognoz mówiących, że w 2050 roku Tarnów będzie liczył 72 500 mieszkańców, tyle co w 1961 roku.

## Rozwój demograficzny

### Rozwój populacji
Tarnów lokowano w 1330 roku. W momencie lokacji znaczna część osadników była pochodzenia niemieckiego, jednak w XIV i XV ulegli oni polonizacji. W XV wieku na przedmieściach Tarnowa zaczęli się osiedlać pierwsi Żydzi. W kolejnych wiekach społeczność żydowska szybko się rozwijała, stając się liczącą mniejszością narodową w Tarnowie. Pod koniec XVI wieku w Tarnowie osiedliła się grupa Szkotów sprowadzona przez właściciela miasta Konstantego Ostrogskiego. Zachowujący swoją odrębność, zwłaszcza wyznaniową Szkoci w XVII wieku ulegli ostatecznej asymilacji. Do XVII wieku liczba ludności znacząco nie przekraczała poziomu 1 500. W II połowie XVII wieku, po zarazach i najeździe wojsk szwedzkich, populacja w dotkniętym głębokim kryzysem mieście gwałtownie spadła, do 768 osób w 1662 roku. Później liczba ludności ustabilizowała się na poziomie ok. 1000. Wojna północna, zaraza i pożary wywołały drugą falę kryzysu, który doprowadził do wyludnienia miasta.  W 1717 roku miasto posiadało już tylko 322 mieszkańców. Ponowny wyraźniejszy przyrost mieszkańców uwidocznił się w połowie XVIII wieku, miało to związek z prowadzoną polityką popierania nowego osadnictwa przez Pawła Sanguszkę. Stan zaludnienia z czasów rozwoju osiągnięto przed 1772 rokiem. W 1805 i 1846 roku powiększano znacznie obszar miasta. Wzrost znaczenia miasta w czasie panowania austriackiego i postęp cywilizacyjny w XIX wieku przełożył się na szybki wzrost liczby mieszkańców.
W 1900 roku Tarnów był już trzydziestotysięcznym miastem. Liczba ludności dalej systematycznie wzrastała, spadek odnotowano jedynie w czasie I wojny światowej. W 1939 roku miasto liczyło 59 tysięcy mieszkańców, w tym ponad 25 tysięcy osób narodowości żydowskiej. W latach międzywojennych w Tarnowie mieszkało też kilkaset osób narodowości ukraińskiej. Straty demograficzne spowodowane przez Niemców w czasie II wojny światowej były dla Tarnowa katastrofalne. Liczba ofiar eksterminacji, głównie ludności narodowości żydowskiej, była ogromna. W okresie okupacji niemieckiej ludność miasta zmalała do 30 tysięcy. Niewielu Żydów wróciło do miasta. W 1946 roku w Tarnowie mieszkało 1221 osób pochodzenia żydowskiego. W 1960 roku liczba ludności osiągnęła poziom 70 tysięcy. Tak szybki wzrost populacji był efektem powojennego wyżu demograficznego, wzmożonej migracji ludności oraz powiększenia terytorium miasta. W 1976 roku Tarnów dołączył do grona miast stutysięcznych, 20 lat później populacja miasta osiągnęła swoje maksimum (122 359 mieszkańców). Od tego czasu liczba mieszkańców Tarnowa systematycznie spada. Według prognoz w tej dekadzie Tarnów straci status miasta stutysięcznego, a w 2050 roku będzie liczył 72 500 mieszkańców.

### Rozwój terytorialny
Zmiany powierzchni miasta:
- 1330 – 0,07 km² (obręb murów miejskich)
- od 1805 – 2,29 km²  (po przyłączeniu obszaru Zawala i Pogwizdowa)
- od 1846 – 17,27 km² (po przyłączeniu obszaru Grabówki, Strusiny, Zabłocia i Terlikówki)
- od 1945 – 17,61 km²
- od 1951 – 54,90 km² (po przyłączeniu obszaru Chyszowa, Klikowej, Mościc, Gumnisk, Rzędzina oraz części Koszyc Wielkich)
- od 1958 – 69,51 km² (po przyłączeniu obszaru Krzyża)
- od 1960 – 72,38 km² (po przyłączeniu części Koszyc Wielkich i Zbylitowskiej Góry)

## Sytuacja demograficzna

### Liczba ludności
Na koniec 2024 roku Tarnów liczył 102 123 mieszkańców. Tarnów pod względem liczby ludności jest 34 miastem w Polsce, 2 w województwie małopolskim. Największą populację Tarnów odnotował w 1996 roku – 122 359 mieszkańców. W latach 2002–2024 populacja Tarnowa zmniejszyła się o o 14,2%. Na koniec 2024 roku w Tarnowie zameldowanych było 98 885 osób, 97180 na pobyt stały i 1705 na pobyt czasowy. 
Gęstość zaludnienia wynosi 1411 os./km². 

### Struktura wiekowa
Populacja Tarnowa starzeje się. Średni wiek mieszkańców Tarnowa jest większy zarówno od średniego wieku mieszkańców województwa małopolskiego, jak i od średniego wieku mieszkańców całego kraju.  W 2024 roku na 100 osób w wieku produkcyjnym przypadało 77,8 osób w wieku nieprodukcyjnym, a na 100 osób w wieku przedprodukcyjnym 187 osób w wieku poprodukcyjnym. 
| Biologiczne grupy wieku mieszkańców Tarnowa (stan na 31 XII 2024) | Biologiczne grupy wieku mieszkańców Tarnowa (stan na 31 XII 2024) |
| ----------------------------------------------------------------- | ----------------------------------------------------------------- |
| 0 – 14 lat                                                        | 12 355 osób (12,1%)                                               |
| 15 – 64 lat                                                       | 60 651 osób (59,4%)                                               |
| ponad 65 lat                                                      | 29 117 osób (28,5%)                                               |
| Średni wiek (stan na 2024)                                        |                                                                   |
| W całej populacji                                                 | 45,3 lat                                                          |

### Płeć
Na koniec 2024 roku w Tarnowie mieszkało:
- 54 196 kobiet, 53% ogółu ludności miasta.
- 47 927 mężczyzn, 47% ogółu ludności Tarnowa

Wskaźnik feminizacji, który określa ile kobiet przypada na 100 mężczyzn wynosi 113

### Stan cywilny
W 2023 roku odnotowano w mieście 354 nowych związków małżeńskich (3,4 na 1000 ludności). Liczba rozwodów na 1000 mieszkańców kształtowała się w tym samym roku na poziomie 1,6. 28,5% mieszkańców Tarnowa jest stanu wolnego, 53,4% żyje w małżeństwie, 9,2% mieszkańców jest po rozwodzie, a 9,0% to wdowy lub wdowcy.

### Przyrost naturalny
W 2024 roku przyrost naturalny liczony na 1000 mieszkańców wyniósł -5,34 (w mieście ubyło 553 osób). Przyrost naturalny w Tarnowie kształtuje się znacznie niższym poziomie niż w kraju (-4,9) i w województwie małopolskim (-1,3). Ostatni raz dodatni przyrost naturalny został odnotowany w 2010 roku.

### Liczba urodzeń
W 2023 roku urodziło się w Tarnowie 584 dzieci, z czego 46,9% stanowiły dziewczynki, a 53,1% chłopcy. Współczynnik dynamiki demograficznej, czyli stosunek liczby urodzeń żywych do liczby zgonów, wyliczono na 0,51, wynik znacznie odbiega od poziomu w woj. małopolskim i w całym kraju. W 2021 roku na 1000 kobiet w wieku 15-49 lat odnotowano 30,8 żywych urodzeń, współczynnik dzietności ogólnej wynosił 1,1, jest to liczba dzieci, urodzonych przez przeciętną kobietę w ciągu całego okresu rozrodczego.

### Liczba zgonów
W 2024 roku zmarłych osób, których akt zgonu wystawiono w Tarnowie było 1 881 osób. W 2023 roku najczęściej przyczynami zgonów były: choroby układu krążenia (39%), choroby nowotworowe (27%) oraz choroby układu oddechowego (7%). W  2021 roku mediana wieku (wiek środkowy) osób zmarłych wynosiła w Tarnowie 82,2 lata.

### Saldo migracji
Saldo migracji w 2021 roku wynosi -710 osób, saldo migracji wewnętrznej -541, a saldo migracji zagranicznej -161 osób. Z miasta odpłynęło 1418 osób, w tym 790 osób przesiedliło na wieś, 416 do innych miast, a 212 wymeldowało się za granicę. Do Tarnowa napłynęło 708 osób, w tym 439 ze wsi, 218 z miast oraz 51 z zagranicy.

## Szczegółowe zestawienia

### Liczba ludności w latach 1340-1959[2]
- 1340 - 1 515
- XIV w. - 800
- XVI w. - 1 500
- 1662 - 768
- 1683 - 1 000
- 1717 - 322
- 1772 - 1 500
- 1777 - 3 013
- 1785 - 5 785
- 1808 - 4 312
- 1820 - 7 640
- 1830 - 3 500
- 1857 - 8 459
- 1869 - 21 779
- 1880 - 24 627
- 1890 - 27 579
- 1900 - 31 691
- 1910 - 36 731
- 1921 - 35 347
- 1931 - 45 235
- 1933 - 50 000
- 1937 - 54 808
- 1939 - 59 000
- 1946 - 33 108   (spis powszechny)
- 1950 - 37 405   (spis powszechny)
- 1955 - 58 795
- 1946 - 33 108   (spis powszechny)
- 1950 - 37 405   (spis powszechny)
- 1955 - 58 795

### Liczba ludności od 1960 roku
W 1960 roku powierzchnia miasta powiększyła się do obecnej wielkości.
- 1960 - 70 835  (spis powszechny)
- 1961 - 72 600
- 1962 - 73 700
- 1963 - 75 100
- 1964 - 76 500
- 1965 - 77 799
- 1966 - 79 500
- 1967 - 83 100
- 1968 - 84 600
- 1969 - 86 400
- 1970 - 85 929  (spis powszechny)
- 1971 - 87 216
- 1972 - 89 000
- 1973 - 92 100
- 1974 - 94 555
- 1975 - 97 805
- 1976 - 100 500
- 1977 - 102 500
- 1978 - 101 400  (spis powszechny)
- 1979 - 102 800
- 1980 - 105 109
- 1981 - 107 139
- 1982 - 108 683
- 1983 - 111 025
- 1984 - 113 172
- 1985 - 115 857
- 1986 - 117 121
- 1987 - 118 452
- 1988 - 118 863  (spis powszechny)
- 1989 - 120 385
- 1990 - 121 216
- 1991 - 121 920
- 1992 - 121 894
- 1993 - 122 219
- 1994 - 121 590
- 1995 - 121 926
- 1996 - 122 359
- 1997 - 121 734
- 1998 - 121 494
- 1999 - 121 439
- 2000 - 121 828
- 2001 - 121 091
- 2002 - 119 564  (spis powszechny)
- 2003 - 118 668
- 2004 - 118 267
- 2005 - 117 560
- 2006 - 116 967
- 2007 - 116 118
- 2008 - 116 584
- 2010 - 114 635  [11]
- 2011 - 113 188
- 2014 - 111 376
- 2015 - 110 644
- 2016 - 110 110
- 2017 - 109 650
- 2018 - 109 062
- 2019 - 108 470
- 2020 - 107 498
- 2021 - 105 922
- 2022 - 103 960  [4]
- 2023 - 103 129
- 2024 - 102 123